# Azúa
Azúa (en euskera y oficialmente Azua) es un despoblado que actualmente forma parte del municipio de Elburgo, en la provincia de Álava. 

## Historia
Formaba parte del municipio de Gamboa, hasta que el 10 de mayo de 1957, y a causa de la construcción del embalse de Ullíbarri-Gamboa, pasó a formar parte del municipio de Elburgo.

## Demografía
| Gráfica de evolución demográfica de Azúa entre 2000 y 2017  |
|                                                             |
| Población de derecho según los censos de población del INE. |